# 7194 Susanrose
7194 Susanrose este un asteroid din centura principală, descoperit pe 18 septembrie 1993, de Henry Holt.